# クリストファー・ノルフェルト
ボ・クリストファー・ノルフェルト（スウェーデン語: Bo Kristoffer Nordfeldt、1989年6月23日 - ）はスウェーデン・ストックホルム出身のサッカー選手。スウェーデン代表。ポジションはGK。

## 経歴

### クラブ
IFブロマポイカルナのアカデミー出身者で、2006年にトップチームに昇格した。
2012年3月6日、オランダ・エールディヴィジのSCヘーレンフェーンに3年半契約で移籍。
2015年6月23日、イングランド・プレミアリーグのスウォンジー・シティAFCに3年契約で移籍。
2020年1月14日、トルコ・スュペル・リグのゲンチレルビルリイSKに移籍。2021年7月1日、契約満了によりゲンチレルビルリイSKを退団。

### 代表
ユース年代からスウェーデン代表に選出されており、UEFA U-21欧州選手権2011予選などに出場した。
2011年1月22日、南アフリカ代表とのフレンドリーマッチでフル代表デビューを果たした。
2018年5月、2018 FIFAワールドカップ参加メンバーに選出された。
2021年5月、UEFA EURO 2020参加メンバーに選出された。

## 代表歴

### 出場大会
- スウェーデン代表
  - 2018 FIFAワールドカップ

### 試合数
- 国際Aマッチ 17試合 0得点（2013年-）[5]

| スウェーデン代表 | 国際Aマッチ | 国際Aマッチ |
| 年               | 出場        | 得点        |
| ---------------- | ----------- | ----------- |
| 2013             | 1           | 0           |
| 2014             | 2           | 0           |
| 2015             | 1           | 0           |
| 2016             | 1           | 0           |
| 2017             | 1           | 0           |
| 2018             | 3           | 0           |
| 2019             | 1           | 0           |
| 2020             | 1           | 0           |
| 2021             | 3           | 0           |
| 2022             | 1           | 0           |
| 2023             | 2           | 0           |
| 通算             | 17          | 0           |